# Мангушська селищна територіальна громада
Мангушська селищна територіальна громада — територіальна громада в Україні, на території Маріупольського району Донецької області. Адміністративний центр — селище Мангуш.
Постанову про утворення громади було ухвалено Верховною Радою України 17 липня 2020 року.

## Населені пункти
До складу громади увійшли два селища: Мангуш та Ялта, а також 15 сіл: Азовське, Бабах-Тарама, Білосарайська Коса, Бурякова Балка, Глибоке, Дем'янівка, Захарівка, Комишувате, Мелекіне, Огороднє, Портівське, Стародубівка, Українка, Урзуф, Юріївка.